# 工人力量团体
工人力量团体（德语：Gruppe Arbeitermacht）是德国的一个托洛茨基主义组织。1982年，德国托派组织斯巴达克联盟解散，斯巴达克联盟原来的一个派别，与英国的工人力量取得联系，并创建了该组织。该组织出版月刊《新国际》和理论刊物《革命马克思主义》。该组织是争取第五国际联盟的成员。